# Museo de la Memoria "Para que no se repita"
El Museo de la Memoria "Para que no se repita" es un museo dedicado a la memoria del Época del terrorismo en Perú vivido en Perú durante las décadas de 1980 y 1990. Está ubicado en la ciudad de Ayacucho y fue construido entre los años 2004 y 2005 por iniciativa de la Asociación Nacional de Familiares de Secuestrados, Detenidos y Desaparecidos del Perú - ANFASEP, e inaugurado en 2006.

## Historia

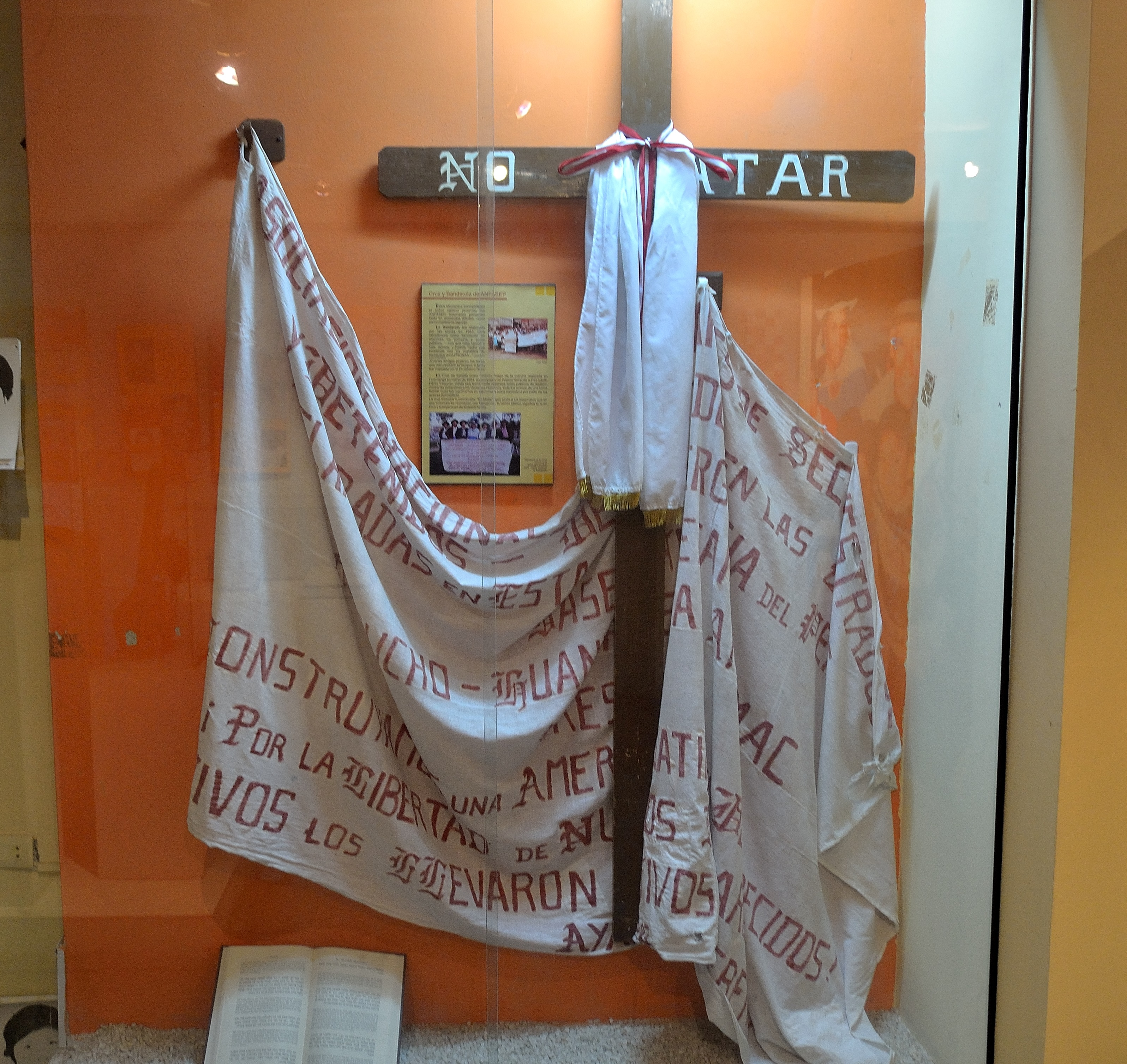
Banderola y Cruz

Ubicado en el tercer piso del local de ANFASEP,  surge a partir de la iniciativa en la asociación de poner la Cruz de Madera y la Banderola en una vitrina para guardarlas como símbolos representativos de su lucha. Este hecho, les llevó a plantearse la idea de crear un museo de la memoria.
El museo fue construido entre 2004 y 2005, con el apoyo de instituciones extranjeras como la Embajada de Alemania, instituciones de la Cooperación Alemana (ZFD, GIZ) e instituciones nacionales, entre ellas el Ministerio de la Mujer y Desarrollo Social y la Coordinadora Nacional de Derechos Humanos.

## Descripción
Consta de cuatro ambientes en donde se exponen fotografías, pinturas y otros objetos relacionados con la lucha del estado peruano contra el terrorismo de Sendero Luminoso en el departamento de Ayacucho, región donde causó mayor impacto. La exposición pone énfasis en las desapariciones forzosas cometidas por las Fuerzas Armadas en la base militar Los Cabitos.
El museo cuenta con tres salas y un espacio donde se encuentra la tienda de artesanías, donde las mujeres miembros de la asociación expenden sus trabajos, algunos realizados desde las épocas del comedor,

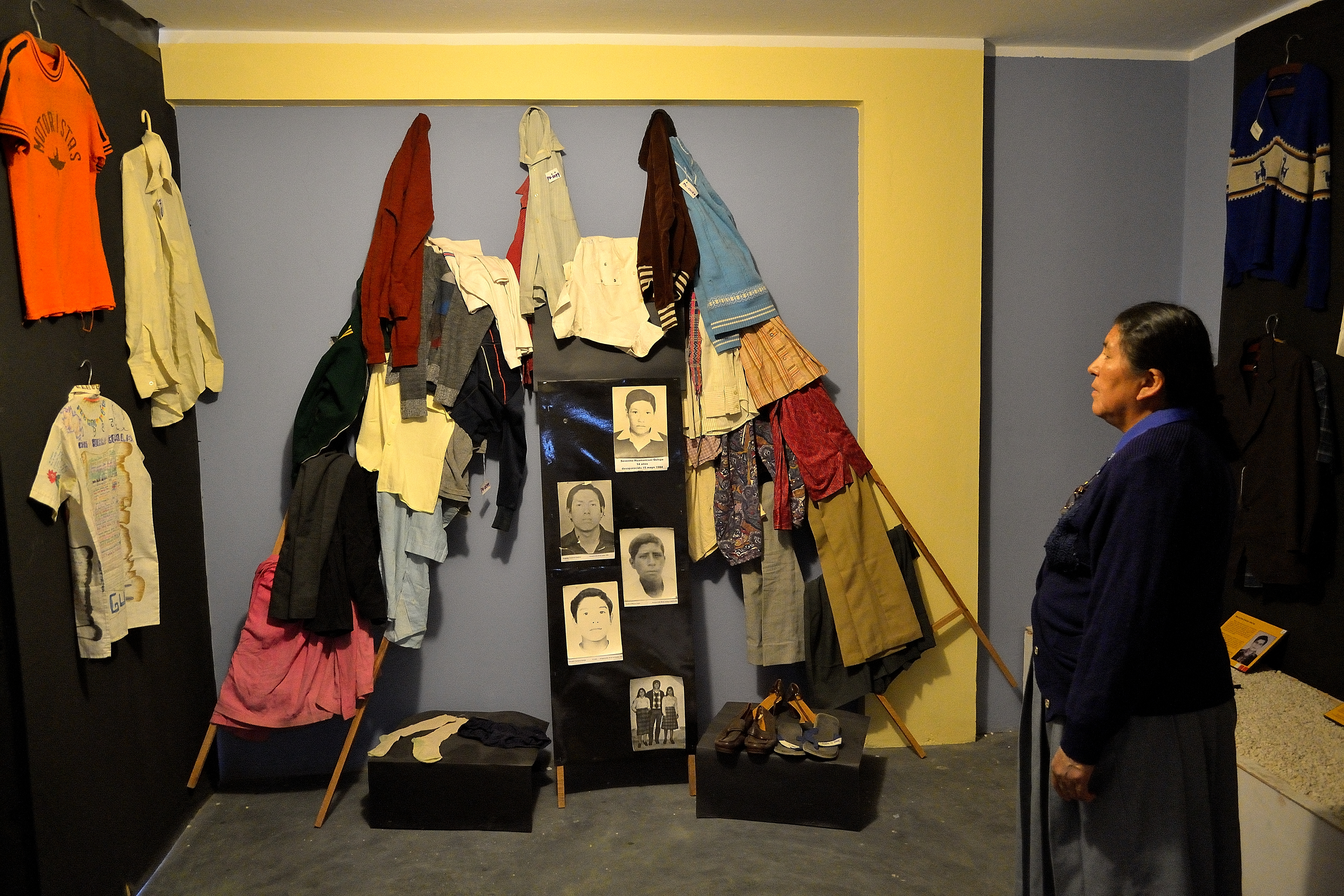
Prendas de personas desaparecidas

En la primera sala, se explica historia de ANFASEP a través de recortes periodísticos, fotografías de la primera etapa, prendas de los desaparecidos, algunos enseres del comedor y fotografías de la primera etapa.
En la segunda sala se encuentra la representación de un cuarto de tortura, mediante dos esculturas de tamaño natural completando el simbolismo de la espacio. Se pueden observar también cerámicas con representaciones alusivas a la época de violencia. En el tercer espacio, se exhiben fotografías y una cronología de los miembros y representantes de ANFASEP, así como de las nuevas generaciones.
Finalmente, está el retablo de ANFASEP, realizado por miembros de la asociación, muestra la visión que aun llevan como recuerdo de lo vivido incidiendo en el dolor y el no descansar en su lucha por encontrar a sus familiares.